# Hot & Bothered
Hot & Bothered (Telenovela) è una serie televisiva statunitense di genere commedia con protagonista Eva Longoria, in onda dal 7 dicembre 2015 sulla NBC. In Italia è stata trasmessa a partire dal 18 novembre 2016 sul canale a pagamento Joi e dal 22 luglio 2017 è in onda in chiaro su Canale 5 ogni sabato alle 13.45.
A maggio 2016 la NBC ha cancellato la serie.

## Trama
Ana Sofia è la protagonista di una popolare telenovela prodotta in lingua spagnola, Las leyes de pasion, anche se lei, tuttavia, non parla spagnolo. La sua vita sul set è ancora più intensa e melodrammatica di quella interpretata nella finzione, dovendo fronteggiare un cast stravagante, di cui fanno parte l'ex protagonista Isabela, molto gelosa di lei, retrocessa in un ruolo più marginale per non essere più tanto giovane, un eccentrico attore omosessuale, Gael Garnica, e Rodrigo. Le cose si complicano ulteriormente per Ana Sofia, professionalmente e sentimentalmente, quando il nuovo dirigente dell'emittente decide di introdurre nel cast, per migliorare gli ascolti, anche il suo ex marito, Xavier Castillo.

## Episodi
| Stagione       | Episodi | Prima TV USA | Prima TV Italia |
| -------------- | ------- | ------------ | --------------- |
| Prima stagione | 11      | 2015-2016    | 2016            |

## Personaggi e interpreti
- Ana Sofia Calderon, interpretata da Eva Longoria.
Protagonista di Las leyes de pasion.
- Xavier Castillo, interpretato da Jencarlos Canela.
Ex marito di Ana Sofia, dalla quale si era separato in seguito a un tradimento, ingaggiato per Las leyes de pasion.
- Rodrigo Suarez, interpretato da Amaury Nolasco.
Interpreta l'antagonista principale nella telenovela.
- Mimi Moncada, interpretata da Diana-Maria Riva.
Costumista e migliore amica di Ana Sofia.
- Gael Garnica, interpretato da Jose Moreno Brooks.
Unico membro del cast ad essere omosessuale, nella telenovela interpreta un poliziotto.
- Isabela Santamaria, interpretata da Alex Meneses.
Ex protagonista della telenovela, relegata in secondo piano.
- Roxie Rios, interpretata da Jadyn Douglas.
Membro del cast e ragazza particolarmente ingenua.
- Isaac Aguero, interpretato da Izzy Diaz.
Sceneggiatore della telenovela, il quale però è sempre a corto di idee.

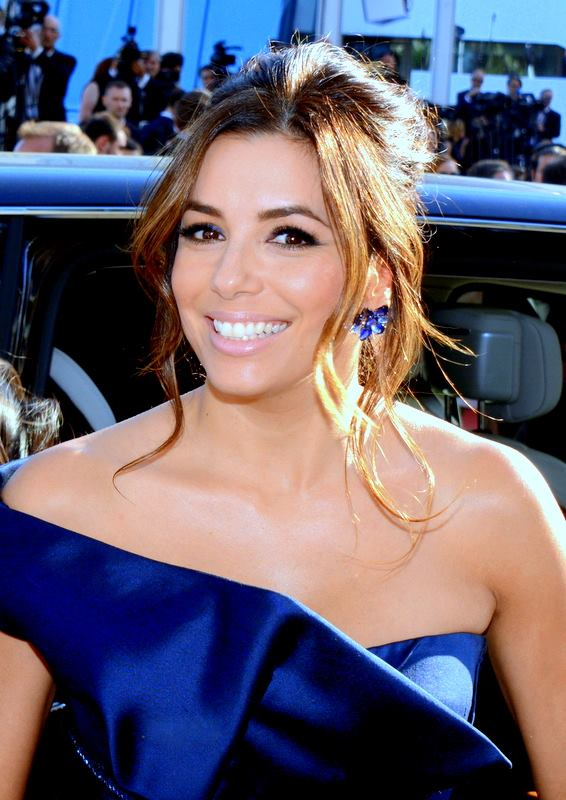
Eva Longoria
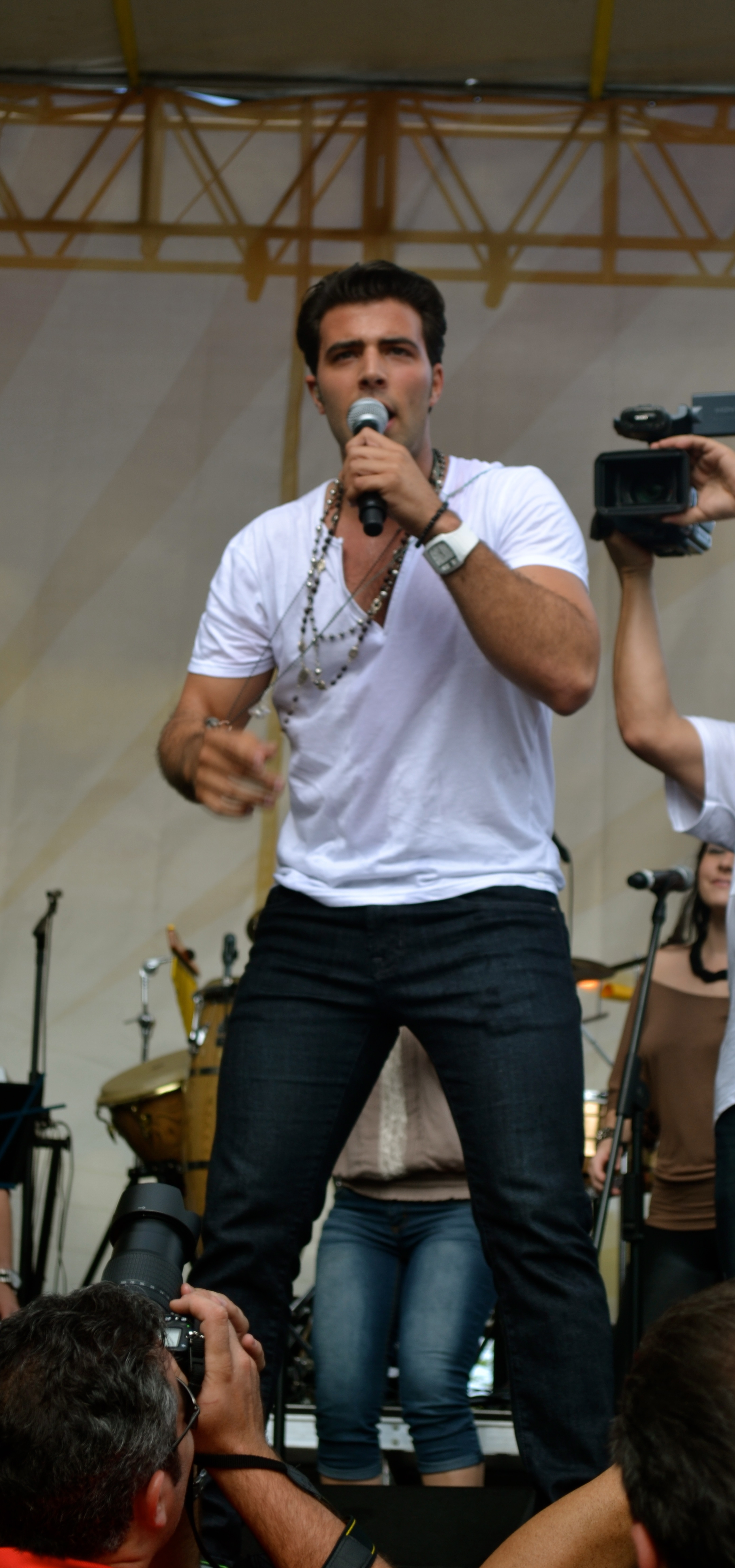
Jencarlos Canela
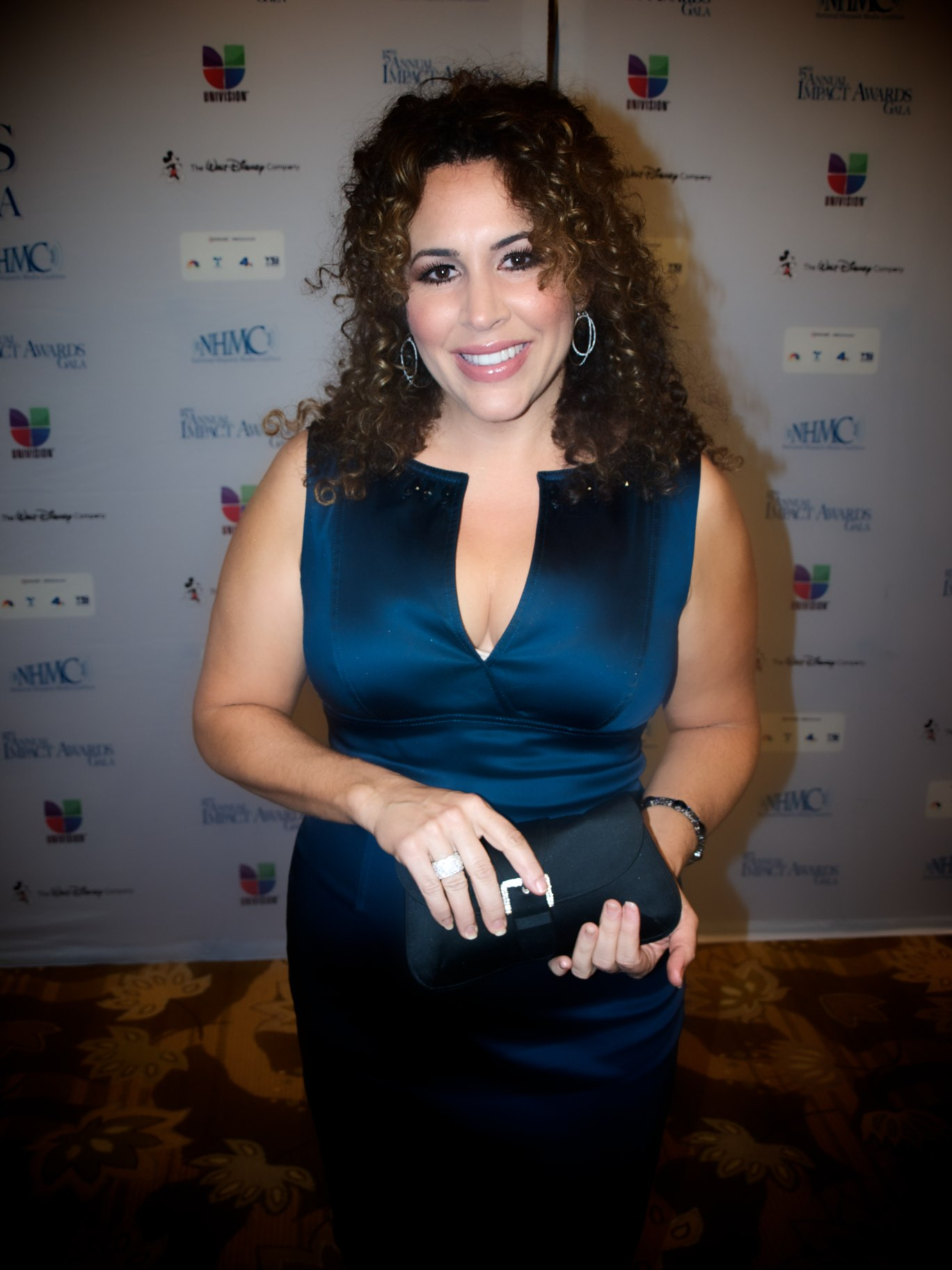
Diana Maria Riva
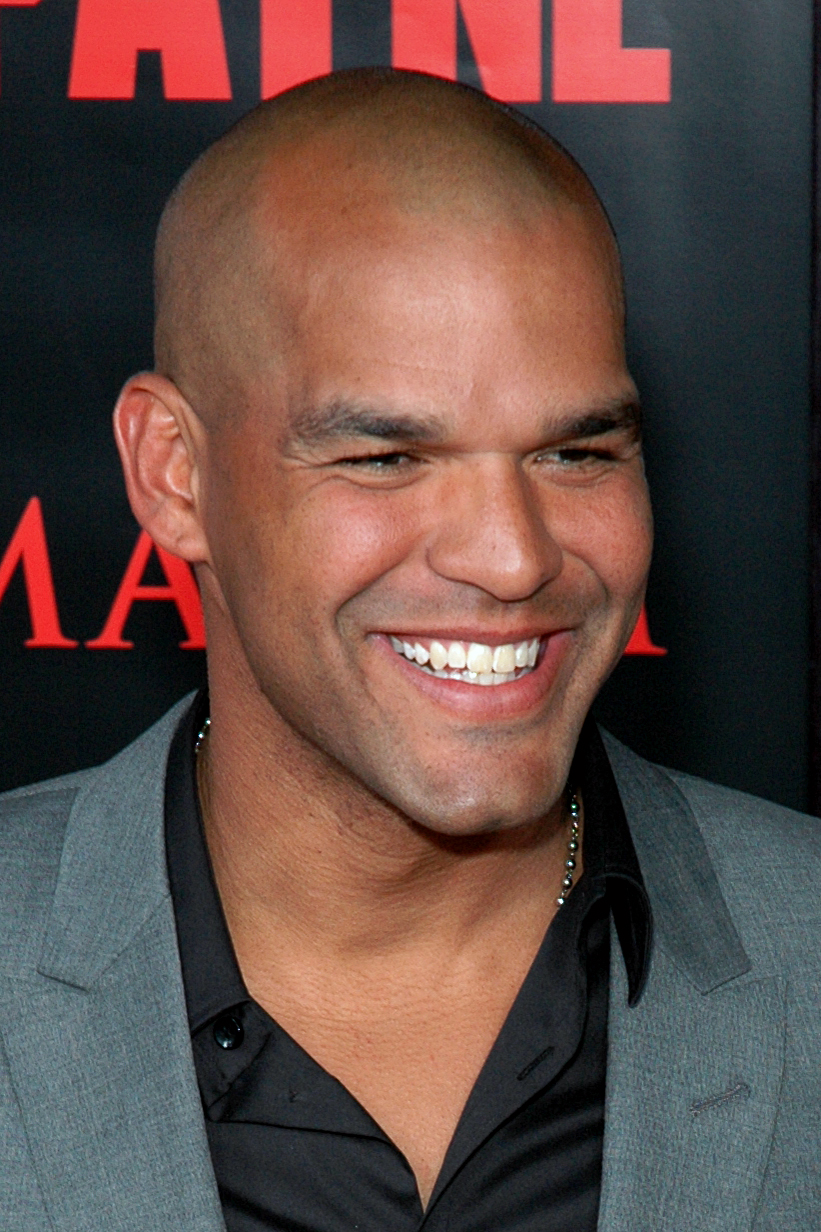
Amaury Nolasco

## Produzione
L'idea di una serie televisiva che parodiasse la vita di una popolare e ambiziosa star delle telenovele sudamericane è stata concepita dalla stessa Eva Longoria, con il ruolo della protagonista scritto appositamente per lei. Il progetto, sviluppato in collaborazione con la NBC dalla sua casa di produzione, la UnbeliEVAble Entertainment, che si appoggia alla Universal Television, era inizialmente mirato a produrre una serie dramedy con episodi da 45 minuti, con una prima sceneggiatura per il pilota curata da Robert Harling. In seguito si decise di optare per una commedia dal formato tradizionale, con episodi da circa venti minuti, girata in modalità single-camera, il cui sviluppo venne affidato alle sceneggiatrici Chrissy Pietrosh e Jessica Goldstein. Il 16 gennaio 2015 la NBC diede il semaforo verde alla produzione di una prima stagione, che segna il ritorno da protagonista in una serie televisiva di Eva Longoria tre anni e mezzo dopo la conclusione di Desperate Housewives. Il pilot è diretto da Steve Pink.
Il 26 gennaio 2015 si unirono al cast anche Amaury Nolasco, Jencarlos Canela e Diana Maria Riva, mentre nei mesi seguenti fu annunciata la presenza nel cast principale anche di Jose Moreno, Alex Meneses, Jadyn Douglas e Izzy Diaz. Tra i personaggi ricorrenti Zachary Levi interpreta il nuovo dirigente del network per il quale lavorano i protagonisti, James McMahon.